# Stara szkoła w Policach nad Metují
Stara szkoła w Policach nad Metují  − zabytkowa szkoła w Czechach, w Sudetach Środkowych, w miejscowości Police nad Metují.
Barokowy budynek szkoły zbudowany z muru pruskiego w 1785. Na parterze znajdują się pomieszczenia dawnych klas szkolnych z czasów późniejszych od budowy, natomiast na piętrze replika mieszkania z początku XX w.
Obecnie znajduje się tu Muzeum Miejskie, miejsce okazjonalnych wystaw związanych ze zwyczajami, tradycyjnymi, świątecznymi i rzemiosłem.